# آناماریا مالیپیرو
آناماریا مالیپیرو (ایتالیایی: Annamaria Malipiero؛ زادهٔ ۲۳ مارس ۱۹۷۲) بازیگر و مدل اهل ایتالیا است.
او کار خود را به عنوان مدل آغاز کرد و سپس وارد دنیای بازیگری در سینما و تلویزیون شد. در سال ۱۹۸۸ با عنوان «دوشیزه لینه‌آ اِسپیرینت وِنِتو» در مسابقه «دوشیزه شایستهٔ ایتالیا» شرکت کرد. پس از ایفای نقش‌های گوناگون در فیلم‌ها و مجموعه‌های تلویزیونی، از سال ۲۰۰۲ تا ۲۰۰۸ با ایفای نقش ربکای شرور، ربکا سارپی، در مجموعهٔ تلویزیونی احساسی زندگی از شبکه کانال ۵ به شهرت عمومی دست یافت. از ۲۰ ژوئن ۲۰۱۲ نیز به عنوان یکی از بازیگران دوره‌ای  سریال صد پنجره در نقش مادالنا استرلینگ پیوست.
از فیلم‌ها یا مجموعه‌های تلویزیونی که وی در آن‌ها نقش داشته‌است، می‌توان به زیبایی خطرناک، زندگی، گومورا و جسور و زیبا اشاره نمود.